# Pseudoligosita servadeii
Pseudoligosita servadeii är en stekelart som först beskrevs av Gennaro Viggiani 1982.  Pseudoligosita servadeii ingår i släktet Pseudoligosita och familjen hårstrimsteklar. Inga underarter finns listade i Catalogue of Life.